# Colby
El colby és un formatge fet amb llet de vaca, de pasta cremosa i gust suau i lleugerament dolç. És originari de la ciutat estatunidenca de Colby (Wisconsin). És un formatge tan suau que rarament s'utilitza per a cuinar i el seu ús està restringit a amanides i com a formatge de taula. La varietat més coneguda del formatge colby és l'anomenada Longhorn.